# Fazakas Júlia
Fazakas Júlia (Székelyudvarhely, 1975. március 6. –) magyar színész.

## Élete és pályafutása
Pedagógus családban született. Édesanyja, Fazakas Irén zongoratanárnő, édesapja, Fazakas István magyartanár. Júlia a Tamási Áron Gimnáziumban végzett matematika-fizika szakon, de a művészetek iránt már itt elköteleződött. Szavalóversenyeket nyert és egy háromfős zenekarral improvizatív fellépéseket tartott.
1993-1997 között a Marosvásárhelyi Színművészeti Egyetem színész szakára járt. 1997-től a Marosvásárhelyi Nemzeti Színházban játszott. 2001 és 2013 között a Honvéd Együttes tagja volt, ahol 2009-ben kiemelkedő művészeti teljesítményéért díjat kapott.[forrás?]
Szabadúszóként számos társulattal és színházban dolgozik. Éveken át játszotta a Stubnya család életét egy lakásszínházban, Lippai Krisztina rendezésében.
A Gang színházzal is játszott, a 7. kerületi házak gangjain folytak az előadások, és mint a ház lakói, úgy éltek a színészek abban a másfél órában.
2017 óta az Utcaszínházi Alkotóközösségnek is tagja, nevelőintézetekben is előadnak, illetve a maszkkal, gólyalábbal való színházi játék művelői.
2016-ban az Anyaszínházzal karöltve létrehozták a kultikusnak számító Frida Kahlo balladáját, aminek főszerepét Fazakas játssza. Az előadás jelenleg[mikor?] is repertoáron van az RS9 Színházban. 
A Terminal Workhouse társulattal is dolgozik. A Szeretett vezérünket, Daniel Banulescu író darabját,2019-ben vitték színpadra, Júlia az egyik főszereplőt, Nicolae Ceaușescut alakítja.
2019-ben Básti Lajos díjat nyert a POSZT-on (Pécsi Országos Színházi Találkozó), a Karenina, Anna előadásban alakított Dolly szerepéért (rendező Telihay Péter). [forrás?]
2020-ban a Korona-vírus idején hozták létre az Én vagyok a Szél című előadást, amelynek írója Jon Fosse és rendezője Szabó K. István. Az előadás a Trip színházi hajó és a Szkéné Színház közös produkciója, és Szorcsik Kriszta színésznővel ketten lépnek fel.
Játékfilmekben több műfajban is kipróbálhatta színészi kvalitásait. A Szeret vagy nem szeret, a Tűzvonalban sorozatokban, Rövid, de kemény… életem (rendező Nyíri Kovács István), Ennyiből ennyi (rendező Maár Gyula), A Vád (rendező Sára Sándor), Álomlátók, Boszorkányház (rendező Nyíri Kovács István), Paraziták a paradicsomban (rendező Kasvinszki Attila) mellett látható volt a Barátok köztben is (Leitold Piros).
2003 óta az FHB Bank-reklámokban, a Renault, a Nők Lapja, a Valeriana night, az Erste Bank spotjaiban is feltűnt.[forrás?]
Több zenei együttesben is énekelt. A 2008-ban alakult Eugénia Formáció nevű zenekarával 2009-ben Fringe díjat nyert.[forrás?] Énekese volt a Pozitív mellékhatás (Holdkór-nagylemez), Dor zenekaroknak. Jelenleg[mikor?] a Trandafir énekesnője.
A színészet és a zenélés mellett fest, babákat varr (Jubabák) és jelmeztervezéssel is foglalkozik. A Boszorkányház nagyjátékfilmhez készített jelmezeivel díjat nyert a 2022-es Adolph Zukor Nemzetközi Filmfesztiválon.
A karanténidőszakban ismertté váltak a parafrázisai, híres, klasszikus és kortárs festők festményein szereplő alakokba bújt bele, nagyon hitelesen. A képekből kiállítás nyílt a Hunyadi téren, a Városmajori Szabadtéri Színpadon, a Budaörsi Latinovits Színházban, a marosvásárhelyi KultFeszten és a debreceni MagdaFeszten.
2022 óta a Miskolci Nemzeti Színházban játszik.
Vadkacsa-Angyalpor Gina, r. Rusznyák Gábor
Üvegcipő-Viola, r. Keszég László
2022 decemberében bemutatták a Valami Amerika sorozatot,ami az RTL+ on látható. Júlia a nagyon szerethető, ezoterikus influenszert, Angit játssza, r. Herendi Gábor és Ipacs Gergely.
Jelenlegi[mikor?] szerepei a Miskolci Nemzeti Színházban:
Pókfonálon-Alma (r. Rusznyák Gábor)
Rómeó és Júlia-Capulet-né (r. Béres Attila)
2024-től a Miskolci Nemzeti Színház tagja.
Férje- Richard Wagner festőművész, grafikus (2012-2021)

## Színházi szerepei

### Románia,Marosvásárhelyi Nemzeti Színház
- George Bernard Shaw: My Fair Lady-Eliza Doolytle (1997)
- Shakespeare: Szeget szeggel-Izabella (rendező: Keszég László, 1997)
- Dosztojevszkij: Ördögök-Liza Drozdova (1998)
- Heltai Jenő: Tündérlaki Lányok-Tündérlaki Boriska (1998)
- Molnár Ferenc: Liliom-Marika (rendező: Babarczi László, 1999)
- Shakespeare? Szentivánéji álom-Helena (rendező: Novák Eszter 2000)
- Kleist: Hamburg hercege-Natalie (1998)
- Wedekind: Tavasz ébredése-Ilse (rendező :Anca Bradu, 1998)
- Moliere: Fösvény-Marianne (rendező: Parászka Miklós, 1998)
- Eisemann Mihály: Fiatalság bolondság-Dömsödi Babszi (rendező: Simon Balázs, 1999)

### Magyarország
- Stúdió K, Mosonyi Aliz: Csipkerózsika-Csipkerózsika (rendező: Fodor Tamás, 2001)
- Tatabanyai Jászai Mari színház, Virgonc hölgyek, avagy a rózsaszín kokárda-Felicita (rendező: Novák Eszter, 2003)
- István a Király – csíksomlyói előadás-Gizella (rendező: Novák Ferenc 2003)
- Szkéné Színház, Bozgorok-Phoebe (rendező: Rusznyák Gábor – az előadás elnyerte a kritikusok díját abban az évben, 2003)
- Honvéd együttes, Capriccio Színház, Plautus: Hetvenkedő katona-Artotrogia (rendező: Józsa István, Zene: Ágoston Béla, 2003)
- Shure – Moliere, A ragaszkodók, Tudós nők (rendező: Naszlady Éva, 2005)
- Művészetek Palotája-Egri Csillagok(rockopera)-Izabella királynő (rendező: Novák Ferenc, 2005)
- Szkéné Színház – Csak úgy- improvizációkból készült (rendező: Novák Eszter, 2005)
- Szkéné Színház, Szíkölök (rendező: Rusznyák Gábor, 2006)
- Szkéné Színház, Kárpáti Péter: Mi a szerelem-Éva (rendező: Simon Balázs, zene: Zuboly, 2008)
- Bevetés- Local Global Time-Primadonna (rendező: Telihay Péter, 2008 (az LGT Loksi lemez dalai élőzenekarral)
- Tatabányai Jászai Mari színház, Moliere: A nevetés iskolája, Amphitrion – Éj (rendező: Harsányi Sulyom László, 2010)
- Bethlen téri színház, Martin Mcdonagh Vaknyugat- kicsilány Kelleher (rendező: Kasvinszki Attila, 2012)
- Budaörsi Latinovits Színház, Kaktusz virága- Stephanie Marceau, (rendező: Bereczki Csilla, 2013)
- Jurányi Inkubátorház, Zsákfalu (rendező: Kasvinazki Attila, 2013)
- Budaörsi Latinovits Színház, Momo-Lucia (rendező: Berecki Csilla, 2014)
- Hunnia Art Bistro, Portugál Faust (összeállította Sediánszky Nóra, Felolvasó színház 2015)
- Utcaszínházi Alkotóközösség, Halmozottan Hátrányos Helyzetű Angyalok Kara-Edna Wood (rendező: Simon Balázs, író: Bari Judit, 2016)
- Dunaújvárosi Bartók Kamaraszínház, Bob Fosse- Chicago-Roxie Hart (rendező: Lendvai Zoltán, 2017)
- Anyaszínház ,Zsámbéki Színházi Bázis, RS 9 Színház – Frida Kahlo Balladája-Frida Kahlo (rendező: Menszátor Héresz Attila, író- Sediánszky Nóra. 2017)
- Budapesti József Attila Színház, Tolsztoj, Nagy András: Karenina, Anna-Dolly Scserbackaja (rendező: Telihay Péter) 2018
- József Attila Színház, Szép Ernő: Lila ákác-Mili, Mindigné rendező: (Telihay Péter, 2019)
- Terminal Workhouse- Szkéné-Manna, Szeretett Vezérünk – Nicolae Ceauseşescu (rendező: Valcz Péter 2019)
- Rómeó és Júlia, Dajka (rendező Bartal Kis Rita, 2019)
- Vadkacsa- Angyalpor Gina( r: Rusznyák Gábor, Miskolci Nemzeti Színház)2022
- Üvegcipő- Viola ( r: Keszég László)2023
- Pókfonálon-Alma ( R. Rusznyák Gábor) 2024
- Rómeó és Júlia-Capulet-né (R. Béres Attila) 2024

### Filmes szerepei
- A vád, Pásztor Anna (rendező: Sára Sándor 1996)
- Tűzvonalban- Ági
- Ennyiből ennyi, Szapolyai Klára (rendező: Maár Gyula 2003)
- Rövid de kemény életem (rendező Nyíri Kovács István, 2008)
- Barátok közt- Leitold Piros
- Paraziták a paradicsomban (rendező Kasvinszki Attila, 2018)
- Hatvan óra (rendező: Saufert Ákos, 2018)
- Boszorkányház, Luca (rendező: Nyíri Kovács István, 2019)
- Oltári történetek, Liszkai Klaudia (rendező: Dömötör Tamás, 2022)
- Valami Amerika (2023)